# Stopplaats Nijeveen
Stopplaats Nijeveen (geografische afkorting Nvn) is een voormalige halte aan de Staatslijn A. De stopplaats Nijeveen lag tussen de huidige stations Meppel en Steenwijk.
De stopplaats was geopend van 15 januari 1868 tot 15 mei 1938.